# Pelamia phasianoides
Pelamia phasianoides là một loài bướm đêm trong họ Erebidae.